# 仲雅美
仲 雅美（なか まさみ、1950年11月9日、本名：中俣 真人〈なかまた まさと〉。別名：東 光夫、仲 真貴、仲 眞貴）は、東京都中野区鷺宮 出身の俳優、歌手。
所属は 32プロ。身長170cm（1972年3月）。
日本大学農獣医学部中退。祖父は円山動物園や旭山動物園の初代園長を務めた中俣充志。実父の妹は女優の佐々木すみ江。

## 来歴
祖父母の影響で幼少時より日本舞踊（幼少期は七扇流、長じて後は深水流）を修め、名取名「仲雀人」を持つ。
小学生の頃に両親の離婚、そして母親と暮らしていた家が火事になったことから、11歳で大衆演劇の一座に預けられ、高校1年の年まで各地の舞台に立っていた。歌は浅草の国際劇場の支配人の紹介で市川昭介に師事していた。
1968年（昭和43年）、東 光夫として17歳でミノルフォンより歌手デビュー。この芸名は遠藤実が命名したもので、「東」は「東京の東」、「光夫」は遠藤実門下の歌手梶光夫から取った。
その後は日本大学農獣医学部2年の年から、中尾ミエや布施明、森進一、内山田洋とクール・ファイブを育てたチャーリー石黒（チャーリー石黒と東京パンチョスのバンドマスターであり、渡辺プロダクション専属の音楽プロデューサー）に師事していた。
1970年（昭和45年）、仲 雅美に改名。「雅美」は師事した「彩木雅夫の”雅”」「城美好（＝チャーリー石黒）の”美”」からの一文字ずつが由来。日本ビクターに移籍。
1971年（昭和46年）、木下恵介に認められ、TBSの木下恵介・人間の歌シリーズ第4作、「冬の雲」に出演し人気を得る。ドラマ挿入歌のロシア民謡「ポーリュシカ・ポーレ」をカバーして歌い、これがオリコン年間チャートで17位、36.1万枚の大ヒットとなった。また、同年のブロマイド年間売上でベスト10入りした（男性総合4位）。
1972年（昭和47年）、日本テレビの「さぼてんとマシュマロ」に出演。挿入歌の「涙のジャーニー」がヒット。同年リリースのフジテレビの「青春をつっ走れ」挿入歌「君を愛す」まで、オリコントップ40入りヒット曲を飛ばすこととなった。1970年代前半に出演したテレビドラマや映画では仲が劇中で歌を披露するのがお約束で、「さぼてんと～」「青春を～」以外でも「思い橋」などで歌うシーンがあった。
1975年（昭和50年）、舞台出演への意欲が高まったことから、渡辺プロダクションを辞し、脚本家の花登筺主幹「劇団喜劇」に参加。アイドルから俳優に専念。仲 真貴に再改名。その後は、花登作品の舞台、テレビドラマに数多く出演した。入団後初のテレビドラマでは1976年（昭和51年）「あかんたれ」で主人公の異母姉の初恋の人、というゲスト的な役を演じ、「続・あかんたれ」、「さわやかな男」では敵役もこなした。1979年（昭和54年）の「じょっぱり」、NHK連続テレビ小説「鮎のうた」でヒロインの相手役を務めた。
1983年（昭和58年）、芸名を仲 雅美に戻すが、同時期に舞台での怪我によって休養を余儀なくされたことをきっかけに「MIMIビデオ」というレーベルを立ち上げ、日本未公開の洋画を輸入しビデオ化。100本以上の作品を配給した。1980年代半ば以降は事業に専念し、芸能界からは遠ざかることになった。
1990年代初頭にMIMIビデオ倒産後、長らく表舞台から遠ざかっていたが、2005年4月26日付の日刊ゲンダイ「あの人は今こうしている」で妹夫妻経営の不動産屋手伝い兼日本舞踊家である、と久しぶりに消息が報じられ、更にその8年後の2013年4月26日、TBS「爆報! THE フライデー」の中で、映画の版権ビジネス事業（MIMIビデオ）で多額の負債を抱え（その後全額返済）長期間の闘病をしたが、現在は交通誘導員のアルバイトをしながら復帰を目指していることが紹介された。
2013年6月26日、MEG-CDからシングル13枚、アルバム8枚が復刻。
2013年秋公開の映画「女たちの都〜ワッゲンオッゲン〜」で俳優復帰、完全復活を果たす。
現在は歌番組やバラエティ番組などに出演する傍ら、毎月開催しているトークライブ（盟友・小倉一郎との「雅美と一郎」シリーズ、タブレット純との昭和歌謡ショー、映画マニアとの定例トークショーなど）や歌謡ライブなどで活動。2019年7月からは、小倉・江藤潤・三ツ木清隆と結成した音楽ユニットフォネオリゾーン（PHONEORI ZONE）で、「マサミゾーン」と称して新たな境地を開いている。
公式ブログ 仲雅美の「ちいさな部屋No.5」オフィシャルブログ を更新中。（#外部リンク欄参照）
フォネオリゾーンのメンバー三ツ木清隆とYouTubeで 「リモートクイズQQQのQ」 公開中。（#外部リンク欄参照）

## 人物
芸名と顔立ち、活動時期が似ていることから沖雅也と混同されることもあるが、別人である。血縁関係もない（沖とは、「さぼてんとマシュロ」で兄弟役として共演し、後に「細腕一代記」でも共演）。「さぼてん～」の現場ではスタッフも度々間違えることがあった。仲本人は沖とは同期デビューで対談の機会もあったことから親しく、混同されることを特に気にすることはなかったが、1983年（昭和58年）に沖が亡くなった際に仲宛てで香典が送られてきたときは驚いたという。
「爆報! THE フライデー」で仲が登場した際「元祖イケメン俳優」と紹介されたように人気絶頂期は端正な顔立ちから二枚目役が多く大人しいイメージであったが、実際の本人は当時のイメージとは正反対の天真爛漫なキャラクターで、復帰後は「徹子の部屋」では黒柳徹子が喋るタイミングを失うほどに饒舌であった。また、番組で岡田圭右に「僕と同じ周波数ですね」と言われるほど独自の不思議な空気を持っている。
小倉一郎の4度目の結婚披露宴では黒柳徹子に扮して司会を務めた。
深水流家元の朝丘雪路の踊りの会や公演、ディナーショーで踊ることもある。

## 出演

### YouTube
リモートクイズQQQのQ（日本フォネオリレコードチャンネル）※毎週更新
きいろやまんねる

### テレビドラマ
- ※印は、花登筺の脚本作品。
- 番組名の列は50音順ソート。「続○○」などの続編は、元の「○○」の直下に再配列されるようにした。

| 番組名               |   | 放送年                        | 制作局           | 枠                     | 備考・役名                                                                      |
| -------------------- | - | ----------------------------- | ---------------- | ---------------------- | ------------------------------------------------------------------------------- |
| 冬の雲               |   | 1971年                        | TBS              | 木10                   | 桐原要 桐原俊平（二谷英明）の次男                                               |
| 春の坂道             |   | 1971年 7月                    | NHK総合          | 大河ドラマ             | 坂崎平四郎（坂崎出羽守の息子）                                                  |
| さぼてんとマシュマロ |   | 1971年 - 1972年               | 日本テレビ       | 土7半                  | 伊藤明 （ヒロインの相手役の、弟）                                               |
| 刑事くん             |   | 1971年 - 1972年               | TBS              | 月7半                  | 大丸四郎 （主人公の同僚刑事）                                                   |
| どくとる親子奮闘記   |   | 1971年 - 1972年               | フジテレビ       | 水9                    |                                                                                 |
| 青春をつっ走れ       |   | 1972年                        | フジテレビ       | 月8                    | 清水悦夫 （主人公のライバル、東南高等学校バレーボール部員）                     |
| 決めろ!フィニッシュ  |   | 1972年07月09日 1972年07月16日 | TBS              | 日7                    | 第7、8話                                                                        |
| 白い夏               |   | 1972年                        | TBS              | 木10                   | 小野川肇                                                                        |
| 家光が行く           |   | 1972年                        | 日本テレビ       | 木8                    | 徳川家光 （主演）                                                               |
| 思い橋               |   | 1973年                        | TBS              | 火9                    | 中西義夫 （板場の手伝い、ボイラーマン兼運転手）。板前の中西鶴吉(花沢徳衛)の息子 |
| たけくらべ           |   | 1973年07月15日                | TBS              | 日9半                  |                                                                                 |
| 炎の旅路             |   | 1973年 - 1974年               | TBS              | 水10                   | 野本                                                                            |
| お姉ちゃん           |   | 1973年 - 1974年               | TBS              | 金8                    |                                                                                 |
| 白い滑走路           |   | 1974年                        | TBS              | 金9                    | 三浦郁夫（セカンドオフィサー）                                                  |
| おじさま!愛です      |   | 1974年 - 1975年               | テレビ朝日       | 月7半                  |                                                                                 |
| あかんたれ           | ※ | 1976年 - 1977年               | 東海テレビ       | 昼帯                   | 山岡 （糸子の担任）                                                             |
| さわやかな男         | ※ | 1977年 - 1978年               | 関西テレビ       | 日9                    | 佐藤田忠彦 （海軍大尉）                                                         |
| 続あかんたれ         | ※ | 1978年                        | 東海テレビ       | 昼帯                   | 柳正治 （達磨堂柳商店の若主人）                                                 |
| 五代家の嫁           | ※ | 1978年                        | よみうりテレビ   | 月10                   |                                                                                 |
| 細腕一代記           | ※ | 1979年                        | よみうりテレビ   | 月10                   | 周造 （ヒロインの許婚）                                                         |
| じょっぱり           | ※ | 1979年                        | 東海テレビ       | 昼帯                   | 柴原純一 （ヒロインの相手役）                                                   |
| 鮎のうた             | ※ | 1979年 - 1980年               | NHK大阪          | 朝ドラ                 | 原田三之助 （ヒロインの夫）                                                     |
| ぬかるみの女         | ※ | 1980年                        | 東海テレビ       | 昼帯                   | 田代 （副支配人）                                                               |
| お初天神             | ※ | 1980年                        | よみうりテレビ   | 月10                   |                                                                                 |
| 氷山のごとく         | ※ | 1980年 - 1981年               | 関西テレビ       | 土10                   |                                                                                 |
| 女商一代 やらいでか! | ※ | 1981年                        | 東海テレビ       | 昼帯                   |                                                                                 |
| 続・ぬかるみの女     | ※ | 1981年                        | 東海テレビ       | 昼帯                   | 田代 （支配人）                                                                 |
| 銭形平次             |   | 1982年10月13日                | フジテレビ       | 水8                    | 第826話、新三郎 （材木商・飛騨屋の主人）                                        |
| 東京湾殺人めぐり     |   | 1983年02月26日                | テレビ朝日       | 土曜ワイド             | 次郎                                                                            |
| 右門捕物帖           |   | 1983年05月03日                | 日本テレビ       | 火8                    | 第23話                                                                          |
| 長七郎江戸日記       |   | 1984年02月07日                | 日本テレビ       | 火8                    | 第16話                                                                          |
| ペテロの葬列         |   | 2014年                        | TBS              | 月曜ミステリーシアター | 小羽雅次朗（日商フロンティア協会 代表）                                         |
| 鳴門秘帖             |   | 2018年                        | NHK BSプレミアム | BS時代劇               | 第9回 源ノ進（関谷孫兵衛の父）                                                  |

### 音楽・バラエティ番組
- 歌の散歩道 （1971-、東京12チャンネル・司会）
- ダッシュ!ダッシュ!若さで行こう! （1971 - 1972年、日本テレビ・レギュラー）
- 夜のヒットスタジオ （1971年9月20日、フジテレビ ／ 月10 ／ 第151回）
- 新春かくし芸大会 （1972年1月2日、1973年1月1日、1974年1月1日、フジテレビ）
- 23時ショー （1972年1月31日、テレビ朝日）
- スター変身! （1972年5月16日、よみうりテレビ ／ 火7半 ／ 第1回）
- ヤングおー!おー!（1972年、毎日放送）
- 爆報! THE フライデー（2013年4月26日・9月27日、2014年2月7日・8月29日、TBS）
- 時代劇ニュース オニワバン!（2014年3月3日〜3月9日まで連日放送／＃70  ／　時代劇専門チャンネル）
- 日本歌手協会 新春歌謡祭（2015年1月2日、BSジャパン）
- 幸せ!ボンビーガール（2015年8月18日　日本テレビ）
- 木曜8時のコンサート（2015年10月29日　テレビ東京）
- クイズ!脳ベルSHOW（2016年9月21日・9月28日、2018年11月5日・11月6日、2019年12月4日・3日・23日・24日・27日、BSフジ）
- 歌え！昭和のベストテン（2017年7月15日、BS日テレ）
- 徹子の部屋（2018年1月25日、テレビ朝日）
- おはよう朝日です（2019年7月16日、朝日放送テレビ）
- ノンストップ!（2019年7月17日、フジテレビ）
- ひるまえほっと（2019年7月29日、NHK総合）
- BS歌謡スクエア（2019年9月15日、BS12）
- ごごナマ（2019年9月18日、NHK総合）
- 三沢あけみのお茶会・歌謡界（2019年10月2日、BS12）

など

### 映画
- 同棲時代 －今日子と次郎－（1973年） - 江夏次郎 （主演）
- しなの川 （1973年） - 朝田竜吉 （丁稚、ヒロインの相手役の一人）
- 愛と誠 （1974年） - 岩清水弘 （ヒロインに想いを寄せる秀才役）
- 女たちの都〜ワッゲンオッゲン〜 （2013年） - 産婦人科医
- 乳首ドリルの逆襲 （2018）-隣の客
- Tokyo Loss (2018) - 謎の占い師
- 鹿沼 (2019)

### 主な舞台
- 喜劇 五代家の嫁 （1980年1月）- 名鉄ホール[23]
- 氷山のごとく （1981年5月、6月） - 中日劇場、三越劇場
- お染はん （1981年11月7日〜11月29日） - 三越ロイヤルシアター
- 明治一代女 ※朝丘雪路公演[9]。
- 殺しのリハーサル（2014年9月19日〜23日） ※築地本願寺ブディストホール

### ラジオ
- 原武博之のザックザク歌謡曲（2012年2月22日、RKKラジオ）[24]
- 走れ!歌謡曲（2013年8月3日 文化放送）
- 大沢悠里のゆうゆうワイド（2014年9月3日、TBSラジオ）
- 大竹まこと ゴールデンラジオ（2015年5月19日、文化放送）
- 吉田照美 飛べ!サルバドール（2015年6月30日、文化放送）
- 長江健次のDARADAラジオ（2015年7月10日、FM世田谷）
- 久保田洋司と郷田祐美子の鼓動は三拍子（2016年7月15日・22日、FM MOOV）
- きらめき歌謡ライブ（2017年6月14日、NHKラジオ第1）
- タブレット純 音楽の黄金時代 (2017年10月21日、ラジオ日本)
- くにまるジャパン 極（2018年3月19日、文化放送）
- 夏木ゆたかのホッと歌謡曲（2018年7月31日、ラジオ日本）

など

### その他
- 咲き誇れ、強く-irreplaceable （2016年） -医師※教材DVD（啓発ドラマ）

## ディスコグラフィ

### シングル
| #            | 発売日          | A/B面        | タイトル             | 作詞         | 作曲           | 編曲           | 規格品番     |
| 東光夫 名義  | 東光夫 名義     | 東光夫 名義  | 東光夫 名義          | 東光夫 名義  | 東光夫 名義    | 東光夫 名義    | 東光夫 名義  |
| ミノルフォン | ミノルフォン    | ミノルフォン | ミノルフォン         | ミノルフォン | ミノルフォン   | ミノルフォン   | ミノルフォン |
| ------------ | --------------- | ------------ | -------------------- | ------------ | -------------- | -------------- | ------------ |
| 1            | 1968年 10月     | A面          | しあわせ呼ぼう       | 遠藤実       | 遠藤実         | 遠藤実         | KA-229       |
| 1            | 1968年 10月     | B面          | ごめんね             | 幸田栄       | 現英生         | 只野通泰       | KA-229       |
| 2            | 1969年 4月      | A面          | 若い旅路             | 幸田栄       | 遠藤実         | 遠藤実         | KA-259       |
| 2            | 1969年 4月      | B面          | まだ恋なんて         | 幸田栄       | 平川英夫       | 東八郎         | KA-259       |
| 仲雅美 名義  |                 |              |                      |              |                |                |              |
| ビクター     |                 |              |                      |              |                |                |              |
| 1            | 1970年 11月     | A面          | だから愛して         | 有馬三恵子   | 彩木雅夫       | 寺岡真三       | SV-2096      |
| 1            | 1970年 11月     | B面          | 別離                 | 有馬三恵子   | 城美好         | クニ河内       | SV-2096      |
| 2            | 1971年 6月5日   | A面          | 北に消えゆく二人     | 阿久悠       | チャーリー石黒 | チャーリー石黒 | SV-2165      |
| 2            | 1971年 6月5日   | B面          | 恋は血の色           | 有馬三恵子   | 彩木雅夫       | 山木幸三郎     | SV-2165      |
| 3            | 1971年 8月5日   | A面          | ポーリュシカ・ポーレ | 橋本淳       | Lev Knipper    | 近藤進         | SV-2196      |
| 3            | 1971年 8月5日   | B面          | 苦しき夢             | 門馬直衛     | ドイツ民謡     | 馬飼野康二     | SV-2196      |
| 4            | 1971年 12月5日  | A面          | 涙のジャーニー       | 橋本淳       | チャーリー石黒 | 小谷充         | SV-2220      |
| 4            | 1971年 12月5日  | B面          | けがれない心で       | 橋本淳       | チャーリー石黒 | 小谷充         | SV-2220      |
| 5            | 1972年 4月25日  | A面          | 君を愛す             | 橋本淳       | チャーリー石黒 | 小谷充         | SV-2251      |
| 5            | 1972年 4月25日  | B面          | 旅に出よう           | 橋本淳       | チャーリー石黒 | 小谷充         | SV-2251      |
| 6            | 1972年 7月25日  | A面          | ふたりは奇跡の中で   | 橋本淳       | 筒美京平       | 筒美京平       | SV-2280      |
| 6            | 1972年 7月25日  | B面          | 別離の唄             | 橋本淳       | 筒美京平       | 筒美京平       | SV-2280      |
| 7            | 1972年 10月25日 | A面          | さすらいが呼んでる   | 山上路夫     | 平尾昌晃       | 小谷充         | SV-2299      |
| 7            | 1972年 10月25日 | B面          | 明るい海のように     | 山上路夫     | 平尾昌晃       | 小谷充         | SV-2299      |
| 8            | 1973年 1月      | A面          | 海が見えたら         | 小谷夏       | 都倉俊一       | 青木望         | SV-2320      |
| 8            | 1973年 1月      | B面          | 霧の駅               | 小谷夏       | 都倉俊一       | 都倉俊一       | SV-2320      |
| 9            | 1973年 6月      | A面          | 八時発準急電車       | 小谷夏       | 都倉俊一       | 馬飼野康二     | SV-2340      |
| 9            | 1973年 6月      | B面          | 天使が消えていく     | 小谷夏       | 都倉俊一       | 川口真         | SV-2340      |
| 10           | 1974年 1月      | A面          | 陽は落ちる           | 岡田冨美子   | 森田公一       | 竜崎孝路       | SV-2396      |
| 10           | 1974年 1月      | B面          | トランペットの子守唄 | 橋本淳       | 高田弘         | 高田弘         | SV-2396      |

### アルバム
日本ビクター
- 1972 「PANEL DELUXE I」 - （MSCL-60228 - ウェイバックマシン（2013年10月4日アーカイブ分））
  - 君を愛す／涙のジャーニー／ポーリュシカ・ポーレ／出逢い／夜更けに／愛のテーマ
  - 愛する人はひとり／出発の歌／君をのせて／何故／終着駅／別れの朝
- 1972 「PANEL DELUXE II」 - （MSCL-60229 - ウェイバックマシン（2013年10月4日アーカイブ分））
  - 雪は降る／太陽は燃えている／愛の終りに／霧の摩周湖／待ちくたびれた日曜日／デライラ
  - シバの女王／涙の目ざめ／そっとおやすみ／雨のバラード／そよ風のバラード／ツィスト・アンド・シャウト
- 1972 「仲雅美デラックス[25][26]」- SJV-602 （MSCL-60230）／SJV-603 （MSCL-60231）
  - ふたりは奇跡の中で／別離の唄／君を愛す／旅に出よう／涙のジャーニー／けがれない心で
  - ポーリュシカ・ポーレ／苦しき夢／北に消えゆく二人／恋は血の色／だから愛して／別離
  - 愛のテーマ／誰もいない海／花嫁／二人の世界／空よ／世界は二人のために
  - トロイカ／カチューシャ／ともしび／出発の歌／終着駅／別れの朝
- 1971 「仲雅美とあなた」-  SJX-79 （MSCL-60232 - ウェイバックマシン（2013年10月4日アーカイブ分））
  - ポーリュシカ・ポーレ／また逢う日まで／誰もいない海／花嫁／雨の中の二人／愛の園
  - 二人の世界／空よ／君だけに愛を／世界は二人のために／愛のテーマ／苦しき夢
- 1971 「哀愁のロシア民謡を歌う」- SJX-89 （MSCL-60233 - ウェイバックマシン（2013年10月4日アーカイブ分））
  - トロイカ／カチューシャ／ともしび／泉のほとり／バルカンの星の下で／モスクワ郊外の夕べ
  - ポーリュシカ・ポーレ／黒い瞳の／ステンカ・ラージン／バイカル湖のほとり／小さいぐみの木／赤いサラファン
- 1972 「君を愛す」- SJX-98 （MSCL-60234 - ウェイバックマシン（2013年10月4日アーカイブ分））
  - 君を愛す／仲雅美物語／母の想い出／トランペットの子守唄／恋人／傷だらけの青春
  - 別離の唄／ふたりは若かった／北国行きで／ひまわりの小径／彼／許されない愛／さすらいの天使
- 1972 「青春の詩」- SJX-110 （MSCL-60235 - ウェイバックマシン（2013年10月4日アーカイブ分））
  - 海が見えたら／風の中の少女／青山の日曜日／やっぱりあなたがいい／恋の並木道／あの人はひとり／霧の駅
  - さすらいが呼んでる／さよならの瞬間／僕だけのあなた／恋を追って／黄色いシャツの女の子／まだ遅くはない／愛のおろかさ

### CD
- 2019年7月に、小倉一郎・江藤潤・三ツ木清隆と、4人組ユニットのPHONEORI ZONE（フォネオリゾーン）[27] を結成してデビュー[28]。